# Dějiny Ameriky

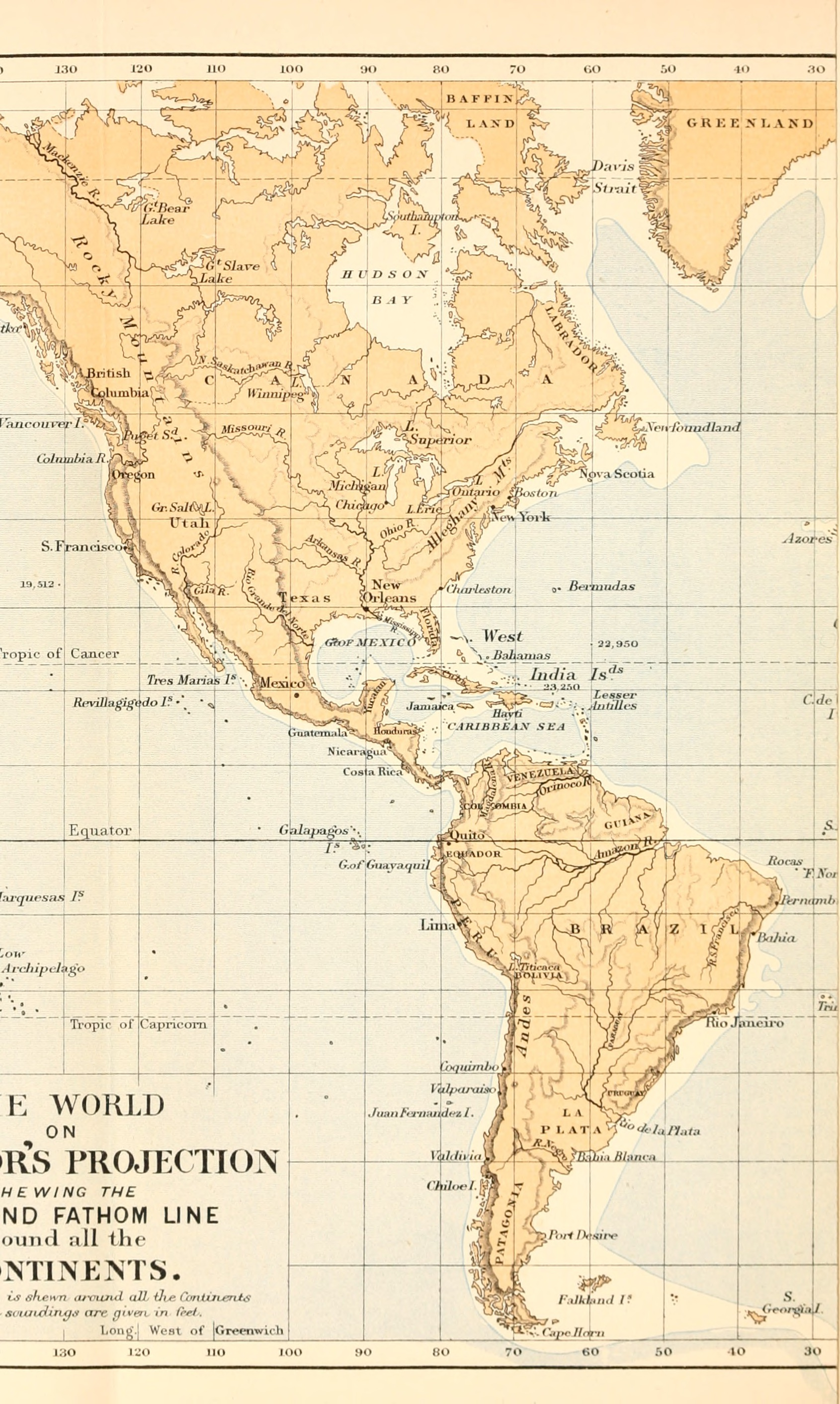
Mapa Ameriky z roku 1889

Dějiny Ameriky představují společné dějiny celého kontinentu a k němu náležících ostrovů; tedy Severní, Jižní Ameriky, včetně Střední Ameriky a Karibiku. Počátky lidského osídlení sahají do Doby ledové, kdy díky poklesu mořské hladiny lidé přešli z Asijského kontinentu do „Nového světa“.
Předkové dnešních Indiánů byli lovci a sběrači, kteří přišli do Severní Ameriky pravděpodobně přes Beringův pevninský most. Ten byl na konci doby ledové opět zatopen. Paleoindiáni lovili americkou megafaunu; mamuty, bizony a soby karibu. Američtí obyvatelé rozvinuli svoji kulturu a v některých oblastech Předkolumbovské Ameriky rozvinuli vlastní civilizace.
Vývoj těchto skupin lidí probíhal v izolaci až do příchodu Evropanů v 15. století, kdy se v důsledku španělských vpádů zhroutila Aztécká a Incká říše. Španělé tak ovládli rozsáhlá území a spolu s portugalskou kolonizací dnešní Brazílie vytvořili dnešní Latinskou Ameriku. V Severní Americe zakládali své kolonie především Francouzi a Britové, kteří nakonec kontinent ovládli. V roce 1783 vyhlásily nezávislost Spojené státy americké.

## Předkolumbovské dějiny

### První osídlení

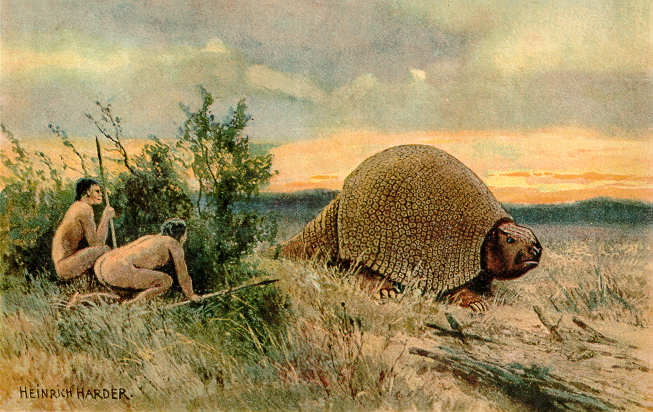
Paleoindiáni loví Glyptodonta – obraz od Heinricha Hardera (1858–1935), z roku 1920.

Dějiny Ameriky začínají s příchodem prvních obyvatel z Asie, resp. možná i Oceánie, který se odehrál v několika vlnách. Kdy na půdě kontinentu stanuli první lidé, je ovšem předmětem sporů. Prakticky všichni akceptují existenci migrační vlny předků dnešních Indiánů probíhající okolo 13 500 let př. n. l., avšak někteří vědci se domnívají, že nebyla první.
Nejradikálnější prameny předpokládají příchod lidí asi 40 000 let př. n. l., jde ovšem o značně menšinový názor. Genetické výzkumy, jejichž výsledky byly zveřejněny v roce 2009, ukazují, že všichni Indiáni pocházejí z jediné vlny pravěkých lovců. Ta měla pravděpodobně jen zhruba 250 členů.
U Eskymáků se předpokládá příchod přes Sibiř a Aljašku mnohem později, snad okolo 600 let př. n. l.

### Předkolumbovské návštěvy

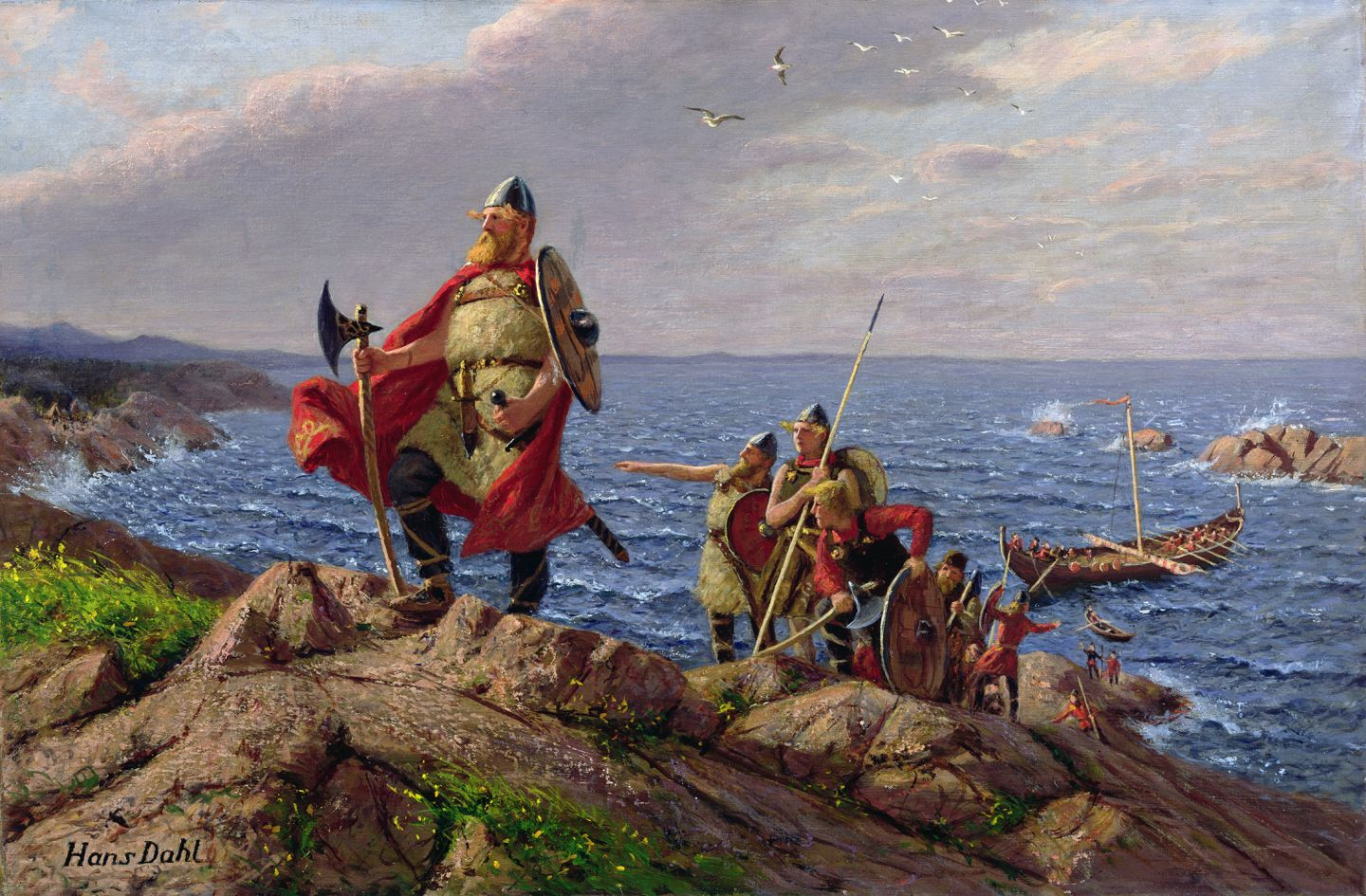
Leif Eriksson objevuje Ameriku od Hanse Dahla (1849-1937)

Předpokládá se, že v následných letech neměla americká část lidské populace až do Kolumbovy návštěvy žádný, resp. prakticky žádný významný styk se Starým světem. Výjimky představují ojedinělé návštěvy Vikingů a případně styky aljašských Eskymáků s obyvateli nejvýchodnějších výsp Asie.
- Za pravděpodobně prvního evropského objevitele Ameriky se považuje Leifr Eiríksson, který tak měl učinit kolem roku 1000.
- V roce 2007 bylo na základě analýz DNA kuřecích kostí, nalezených na chilském poloostrově Arauco, prokázáno, že mezi lety 1321 a 1407 navštívili tuto oblast Polynésané.
- Ojedinělý a důkazy postrádající názor, který představil Gavin Menzies, je ten, že Ameriku mohl kolem roku 1421 objevit čínský cestovatel a diplomat Čeng Che.

### Civilizace předkolumbovské Ameriky
V předkolumbovském období vznikly v Americe tyto civilizace:
- Mezoamerika
  - Mexiko: Olmékové, Toltékové, Aztékové
  - Poloostrov Yucatán: Mayové
- Andy
  - Pobřežní kultury: Caral, Paracas, Vicús, Virú, Salinar, Gallinazo, Lima, Nazca, Močikové, Lambayeque, Chincha, Čimúové, Chancay, Ruricancho
  - Horské kultury: Chavín, Wankarani, Huarpa, Recuay, Pucará, Tiwanaku, Wari, Killke, Chiribaya, Chachapoyas, Inkové

## Pokolumbovské dějiny

Amerigo Vespucci probouzí „Ameriku“ na Stradanově rytině (cca 1638)

Roku 1492 přistál u břehů Ameriky italský mořeplavec Kryštof Kolumbus (Cristóbal Colón). Krátce poté španělští conquistadoři (dobyvatelé) Hernán Cortés a Francisco Pizarro vyvrátili říše Aztéků a Inků, jejichž území pak připadlo Španělsku. Španělé ustanovili na svých územích 4 místokrálovství, nikdy se jim však nepodařilo dobýt území Mapučů a dalších indiánských kmenů, jež obývaly část nynějšího středního Chile a oblasti ležící dál na jih.
Jižní Amerika byla roku 1494 podle smlouvy z Tordesillas rozdělena na španělskou a portugalskou část. Portugalcům připadla dnešní Brazílie, tehdy však ve značně menším měřítku. Kolem roku 1650 začala kolonizace východního pobřeží Severní Ameriky. To záhy vedlo k dlouhému konfliktu mezi Brity a Francouzi.
Sedmiletá válka (1754–1763) zasáhla i území Severní Ameriky, kde se nazývala francouzsko-indiánská válka. Na americkém kontinentě se v ní střetly Francie a Spojené království, obě podporované indiánskými spojenci. Jejím výsledkem bylo obsazení Nové Francie britskými jednotkami.

## Novodobé dějiny

Kontrola evropských národů nad Jižní Amerikou od 1700 do současnosti.

Nároky neindiánských národů na Severní Ameriku, 1750–1999.

Politický vývoj Střední Ameriky a Karibiku od roku 1700.

Prvním územím, které získalo nezávislost, byly Spojené státy americké roku 1783. Počínaje rokem 1791 pak vypukala osvobozenecká hnutí i v dalších zemích.
Země získavší nezávislost do roku 1826:
Chile, Argentina, Paraguay, Uruguay, Bolívie, Brazílie, Peru, Spojené provincie Nové Granady (Kolumbie, Venezuela, Ekvádor, Panama, Trinidad a Tobago), Spojené provincie Střední Ameriky (Guatemala, Salvador, Honduras, Nikaragua, Kostarika) a Mexiko.
Expanze USA na západ vyvolala sérii konfliktů mezi osadníky a Indiány. Indiáni byli nakonec zatlačeni do rezervací. Roku 1861 se rozhořela Americká občanská válka, která byla vyvolána odlišným názorem na otroctví a především míru vlivu federální vlády. Skončila roku 1865 vítězstvím odpůrců otroctví.
Přibližně ve stejné době, kdy skončily indiánské války v Severní Americe, byli v Chile a Argentině po více než 300 letech bojů s bělochy definitivně poraženi Mapučové.
Na počátku 20. století se USA z poměrně zaostalé země velmi rychle transformovaly ve světovou velmoc. Z první války dokázaly vytěžit velký ekonomický profit a po pádu britské libry jako světové měny převzal dolar její místo. Do druhé války tak USA vstupovala jako velmoc, která sehrála jednu z klíčových rolí.
Na konci 20. století po pádu Sovětského Svazu se pak staly vůdčí supervelmocí. Momentálně jsou největší vojenskou silou světa.
Jižní a Střední Amerika prodělaly několik pohraničních konfliktů a staly se bojištěm studené války (viz kubánská krize). Dále se zvyšuje propast mezi chudými a bohatými. Roku 2002 vyhlásila Argentina státní bankrot.